# Jean-Baptiste Estaque
Jean-Baptiste Estaque est un homme politique français né le 27 décembre 1758 à Castillon-en-Couserans (Ariège) et mort à une date inconnue.

## Biographie
Avocat, il devient procureur général syndic du département au début de la Révolution. Il est élu député de l'Ariège au Conseil des Anciens le 24 vendémiaire an IV, dont il est secrétaire. Favorable au coup d'État du 18 Brumaire, il siège au Corps législatif de 1799 à 1804.

## Sources
- « Jean-Baptiste Estaque », dans Adolphe Robert et Gaston Cougny, Dictionnaire des parlementaires français, Edgar Bourloton, 1889-1891 [détail de l’édition]